# GeoJSON
GeoJSON is een formaat voor het vastleggen van geografische kenmerken samen met andere (niet ruimtelijke) data door middel van JavaScript Object Notatie.
De kenmerken zijn punten (adressen en locaties), lijnen (straten, snelwegen, grenzen), veelhoeken (landen, provincies, gemeenten), en meervoudig samengestelde verzamelingen daarvan.
GeoJSON-kenmerken hoeven niet per se fysiek bestaande zaken weer te geven.

## Voorbeeld
```
{

  
"type"
:
 
"FeatureCollection"
,

  
"features"
:
 
[

    
{

      
"type"
:
 
"Feature"
,

      
"geometry"
:
 
{

        
"type"
:
 
"Point"
,

        
"coordinates"
:
 
[
102.0
,
 
0.6
]

      
},

      
"properties"
:
 
{

        
"prop0"
:
 
"value0"

      
}

    
},

    
{

      
"type"
:
 
"Feature"
,

      
"geometry"
:
 
{

        
"type"
:
 
"LineString"
,

        
"coordinates"
:
 
[

          
[
102.0
,
 
0.0
],
 
[
103.0
,
 
1.0
],
 
[
104.0
,
 
0.0
],
 
[
105.0
,
 
1.0
]

        
]

      
},

      
"properties"
:
 
{

        
"prop1"
:
 
0.0
,

        
"prop0"
:
 
"value0"

      
}

    
},

    
{

      
"type"
:
 
"Feature"
,

      
"geometry"
:
 
{

        
"type"
:
 
"Polygon"
,

        
"coordinates"
:
 
[

          
[

            
[
100.0
,
 
0.0
],
 
[
101.0
,
 
0.0
],
 
[
101.0
,
 
1.0
],
 
[
100.0
,
 
1.0
],

            
[
100.0
,
 
0.0
]

          
]

        
]

      
},

      
"properties"
:
 
{

        
"prop1"
:
 
{

          
"this"
:
 
"that"

        
},

        
"prop0"
:
 
"value0"

      
}

    
}

  
]

}

```

### Meetkundige elementen
| Type     | Voorbeelden | Voorbeelden                                                                                  |
| -------- | --- | -------------------------------------------------------------------------------------------- |
| Punt     | | { "type": "Point", "coordinates": [30, 10] }                                                 |
| Lijnstuk | | { "type": "LineString", "coordinates": [ 30, 10], [10, 30], [40, 40] }                       |
| Polygoon | | { "type": "Polygon", "coordinates": [ [[30, 10], [40, 40], [20, 40], [10, 20], [30, 10]] ] } |
| Polygoon | { "type": "Polygon", "coordinates": [ [[35, 10], [45, 45], [15, 40], [10, 20], [35, 10]], [[20, 30], [35, 35], [30, 20], [20, 30]] ] } |                                                                                              |

| Type                 | Voorbeelden | Voorbeelden |
| -------------------- | --- | --- |
| Puntenverzameling    | | { "type": "MultiPoint", "coordinates": [ 10, 40], [40, 30], [20, 20], [30, 10] }                                                             |
| Meerdere lijnstukken | | { "type": "MultiLineString", "coordinates": [ [[10, 10], [20, 20], [10, 40]], [[40, 40], [30, 30], [40, 20], [30, 10]] ] }                   |
| Meerdere Polygonen   | | { "type": "MultiPolygon", "coordinates": [ [[30, 20], [45, 40], [10, 40], [30, 20]] ], [ [[15, 5], [40, 10], [10, 20], [5, 10], [15, 5]] ] } |
| Meerdere Polygonen   | { "type": "MultiPolygon", "coordinates": [ [[40, 40], [20, 45], [45, 30], [40, 40]] ], [ [[20, 35], [10, 30], [10, 10], [30, 5], [45, 20], [20, 35]], [[30, 20], [20, 15], [20, 25], [30, 20]] ] } | |

## Software
Het GeoJSON formaat wordt ondersteund door een groot aantal programma's waaronder OpenLayers, Leaflet, Geoforge software, GeoServer, GeoDjango, GDAL, Safe Software FME, en CartoDB,
Het is ook mogelijk GeoJSON te gebruiken met PostGIS en Mapnik,. Beide behandelen het formaat via de  GDAL OGR-conversie bibliotheek.
Bing Maps, Yahoo! en Google bieden ondersteuning voor GeoJSON in hun API-diensten. GitHub biedt ook GeoJSON rendering.

## Historie
Het formaat is niet opgesteld door een formele organisatie, maar door een werkgroep van ontwikkelaars, de GeoJSON format working group vanaf maart 2007. De specificatie was klaar in juni 2008.